# Hornonitranská kotlina
Hornonitranská kotlina (slovensky Hornonitrianska kotlina) je malé území okolo pramene a horního toku řeky Nitra. Na severu sousedí s Malou Fatrou a Turčianskou kotlinou, na východě s Kremnickými vrchy a pohořím Vtáčnik, na jihu s vrchovinou Tribeč a na západě se Strážovskými vrchy.

## Charakteristika
Kotlinu je možno rozdělit na dvě části. Podél řeky Nitra se táhne část rovinatá, od řeky Nitry směrem severním a západním se ráz krajiny mění v pahorkatinu. Nejvyššími vrchy jsou Rokoš (1 010 m), Nemcovo (832 m) a Vyšehrad (829 m).
Většina území je zalesněna smíšenými lesy, z listnatých stromů se nejvíce vyskytuje dub a buk, z jehličnanů jsou to smrky. V lesích žijí ve větším množství jeleni, srnci a divoká prasata.
Jediným vodním tokem této oblasti je řeka Nitra, která zde pramení, a její přítoky. Zdejší podnebí je teplé. V zimních měsících se teploty pohybují od -2 do –4 °C a počet dní se sněhovou pokrývkou je cca 50 až 70. V letním období vystupují průměrné teploty na 17 až 19 °C a počet letních dní bývá cca 50–70.

## Chráněná území
Hornonitranská kotlina nepatří mezi chráněné krajinné oblasti. Přesto se i zde vyskytuje množství přírodních zajímavostí a vzácností, pro jejichž ochranu byly některé části vyhlášeny státními přírodními rezervacemi. K těm známějším patří Rokoš. V tomto kraji se nacházejí i některé chráněné přírodní výtvory – Prepoštská jeskyně, nebo chráněné přírodní památky – Hradisko, Vyšehrad. Leží zde i chráněné naleziště Jedlie.

## Zajímavá místa, památky
Hornonitranská kotlina je oblast poměrně malá, ale navzdory tomu i zde nalezneme některé přírodní zvláštnosti a též historické a kulturní památky.
O osídlování této oblasti vypovídají nálezy z početných archeologických nalezišť. Známá je Archeologická lokalita Hradisko, které je i chráněnou přírodní památkou. K nejvzácnějším nálezům patří objevy z Bojnické jeskyně. Nejstarší historické zprávy o osídlování jsou spojeny s oblastí okolo řeky Nitry. Zde se po starých Slovanech zachovala celá rada hradišť a opevněných obydlí. Kromě Bojnické jeskyně se zde ještě nachází Prepoštská jeskyně, která byla vyhlášena národní přírodní památkou.
Atraktivitu této oblasti dodávají vyvěrající léčivé termální prameny. Byly využity k vybudování lázní Bojnice a Chalmová, kde se léčí pacienti s poruchami pohybového ústrojí.